# Hoi Ying Karen Kwok
Hoi Ying Karen Kwok (chiń. 郭海瑩, ur. 22 września 1986) – hongkońska niepełnosprawna zawodniczka, uprawiająca boccię. Mistrzyni paraolimpijska z Pekinu w 2008 roku.

## Medale Igrzysk Paraolimpijskich

### 2008
- - Boccia - indywidualnie - BC2